# Chonnabot (huyện)
Chonnabot (tiếng Thái: ชนบท) là một huyện (amphoe) của tỉnh Khon Kaen, đông bắc Thái Lan.

## Lịch sử
Mueang Chonbot (ชลบถ) được thành lập vào thời đầu thời kỳ Rattanakosin khoảng năm 1783. Trung tâm lúc đó là Ban Nong Kong Kaeo.
Năm 1914, đơn vị này được chuyển thành huyện. Tuy nhiên, năm 1943, đơn vị này bị hạ cấp thuộc huyện Ban Phai. Năm 1966, huyện được tái lập, bao gồm tambon Chonnabot, Kut Phia Khom, Ban Thaen và Wang Saeng.

## Địa lý
Các huyện giáp ranh (từ phía bắc theo chiều kim đồng hồ): Mancha Khiri, Ban Phai, Non Sila, Phon, Waeng Yai và Khok Pho Chai.

## Hành chính
Huyện này được chia ra thành 8 phó huyện (tambon), các đơn vị này lại được chia thành 80 làng (muban). Chonnabot là một thị trấn (thesaban tambon) nằm trên một phần của tambon Chonnabot và Si Bun Rueang. Có 8 Tổ chức hành chính tambon.
| STT. | Tên           | Tên Thái | Số làng | Dân số |  |
| ---- | ------------- | -------- | ------- | ------ |  |
| 1.   | Chonnabot     | ชนบท     | 13      | 9338   |  |
| 2.   | Kut Phia Khom | กุดเพียขอม | 7       | 3815   |  |
| 3.   | Wang Saeng    | วังแสง    | 11      | 7362   |  |
| 4.   | Huai Kae      | ห้วยแก    | 9       | 5805   |  |
| 5.   | Ban Thaen     | บ้านแท่น   | 8       | 4365   |  |
| 6.   | Si Bun Rueang | ศรีบุญเรือง | 12      | 6792   |  |
| 7.   | Non Phayom    | โนนพะยอม | 10      | 6328   |  |
| 8.   | Po Daeng      | ปอแดง    | 10      | 4951   |  |